# Alain Godard
Ne doit pas être confondu avec le scénariste Alain Godard (1944-2012).
Alain Godard, né en 1946 à Niort, est un agronome et chercheur français. Il est diplômé de l'École nationale supérieure agronomique de Toulouse.

## Biographie
Il commence sa carrière d'agronome en 1967 en Afrique (au Bénin) comme chercheur à l'Institut de recherches pour les huiles et oléagineux. En 1975, il rejoint Rhône-Poulenc Agrochimie, où il occupe plusieurs fonctions de direction jusqu'à devenir PDG de la société en 1991.
En 1993, alors qu'il est directeur général de Rhône-Poulenc Agrochimie, l'entreprise connaît une crise grave liée à la politique agricole commune. Plutôt que de réagir par une réduction des effectifs, il décide d'agir sur les formes du management. Trois ans plus tard, l'entreprise a retrouvé son équilibre.
En 1997, il est nommé au Comité exécutif du groupe Rhône-Poulenc, supervisant les activités "Santé animale et végétale" et la région Asie du groupe. En 1999, il participe activement à la fusion entre Rhône-Poulenc et Hoechst pour créer Aventis et est nommé président du directoire d'Aventis CropSciences, membre du comité exécutif du groupe.
Il quitte Aventis en janvier 2001 pour devenir viticulteur dans le sud de la France.
À la fin de l'année 2013, il devient membre fondateur du parti Nouvelle Donne.
Il tient un blog personnel sur le site d’Alternatives économiques.

## Publication
- Alain Godard et Vincent Lenhardt, Engagements, espoirs, rêves, éditions Village mondial, 1999, 200 p.  (ISBN 2-84211-053-6)